# West Rutland
West Rutland és una població dels Estats Units a l'estat de Vermont. Segons el cens del 2000 tenia 2.535 habitants.

## Demografia
Segons el cens del 2000, West Rutland tenia 2.535 habitants, 1.691 habitatges, i 1166 famílies. La densitat de població era de 54,7 habitants per km².
Dels 1.691 habitatges en un 30,1% hi vivien nens de menys de 18 anys, en un 52,8% hi vivien parelles casades, en un 10,1% dones solteres, i en un 32,8% no eren unitats familiars. En el 25,9% dels habitatges hi vivien persones soles el 12,7% de les quals corresponia a persones de 65 anys o més que vivien soles. El nombre mitjà de persones vivint en cada habitatge era de 2,48 i el nombre mitjà de persones que vivien en cada família era de 3.
Per edats la població es repartia de la següent manera: un 23,8% tenia menys de 18 anys, un 6,6% entre 18 i 24, un 29,8% entre 25 i 44, un 24,7% de 45 a 60 i un 15,1% 65 anys o més.
L'edat mediana era de 39,0 anys. Per cada 100 dones de 18 o més anys hi havia 95 homes.
La renda mediana per habitatge era de 37.389 $ i la renda mediana per família de 41.955 $. Els homes tenien una renda mediana de 30.962 $ mentre que les dones 21.935 $. La renda per capita de la població era de 17.325 $. Entorn de l'11,2% de les famílies i el 14,7% de la població estaven per davall del llindar de pobresa.